# Liste des cardinaux créés par Alexandre III

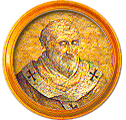
Médaillon du pape Alexandre III

Le pape Alexandre III (1159-1181) a créé 67 cardinaux.

## 18 février 1160
- Milo

## 1163
- Conrad Ier de Wittelsbach
- Antonio
- Manfredo
- Ugo Ricasoli
- Oderisio

## 1164
- Ugo Pierleoni
- Ottone
- Benerede
- Teodino degli Atti
- Pietro Gaetani
- Vitellio
- Girolamo
- Eguillino

## 15 décembre 1165
- Ermanno
- Galdino
- Raniero
- Teodino
- Pietro de Bono
- Ermanno
- Bonifazio

## 1168
- Giovanni
- Rainaldo

## 1170
- Odone
- Gérard d'Autun
- Vernavero
- Lesbio Grassi
- Leonato
- Riso

## 1171
- Ugo Pierleoni
- Thibaud
- Lombardo
- Laborante

## Septembre 1173
- Guglielmo
- Pierre de Saint-Chrysogone
- Uberto Crivelli, futur pape Urbain III
- Marcello
- Raniero

## 7 mars 1175
- Vibiano
- Gerardo

## Décembre 1176
- Pietro
- Tiberio Savelli
- Gandolfo

## Mars 1178
- Pietro
- Pietro
- Matteo
- Graziano
- Ardoino

## 22 septembre 1178
- Ardoino
- Giovanni
- Bernardo
- Rainier
- Paolo
- Eutichio

## Décembre 1178
- Pietro da Pavia
- Rogerio
- Mathieu d'Anjou
- Jacopo

## Mars 1179
- Henri de Marcy
- Guillaume aux Blanches Mains
- Roberto
- Galando
- Idelberto
- Paolo Scolari, futur pape Clément III
- Tiburzio

## 1180
- Bernardo
- Rolando Paparoni

## Source
- Mirandas sur fiu.edu